# 榎 (武蔵村山市)
榎（えのき）とは、東京都武蔵村山市の地名である。現行行政地名は榎一丁目から榎三丁目。郵便番号は208-0022。

## 地理
武蔵村山市中南部に位置する。北は本町、東は学園、大南、南は立川市上砂町、西は伊奈平、三ツ藤と隣接している。北は新青梅街道、西は都道59号線、東は都道55号線に囲まれた地域である。2004年に撤退した日産自動車村山工場の跡地にはイオンモールむさし村山・武蔵村山病院・カーミナル東京・東京日産新車のひろば村山店などが建ちならび、その一角にあるプリンスの丘公園にその名残を残すのみとなっている。工場跡地の半分以上が空き地となっている。

## 歴史

### 地名の由来
引又街道沿いに植えられた武蔵村山市の史跡に指定されている「三本榎」が地名の由来となっている。実際に3本のエノキが現存し、榎三丁目に1本（乙幡榎）、隣接する学園一丁目には残りの2本（奥住榎・加藤榎）がある。また、「三本榎」は新青梅街道の交差点名にもなっている。

## 世帯数と人口
2018年（平成30年）1月1日現在の世帯数と人口は以下の通りである。
| 丁目     | 世帯数    | 人口    |
| -------- | --------- | ------- |
| 榎一丁目 | 18世帯    | 30人    |
| 榎二丁目 | 668世帯   | 1,513人 |
| 榎三丁目 | 438世帯   | 890人   |
| 計       | 1,124世帯 | 2,433人 |

## 小・中学校の学区
市立小・中学校に通う場合、学区は以下の通りとなる
| 丁目     | 番地 | 小学校                 | 中学校                 |
| -------- | ---- | ---------------------- | ---------------------- |
| 榎一丁目 | 全域 | 武蔵村山市立第九小学校 | 武蔵村山市立第一中学校 |
| 榎二丁目 | 全域 | 武蔵村山市立第九小学校 | 武蔵村山市立第一中学校 |
| 榎三丁目 | 全域 | 武蔵村山市立第九小学校 | 武蔵村山市立第一中学校 |

## 交通
道路
- 東京都道5号新宿青梅線（新青梅街道）
- 東京都道55号所沢武蔵村山立川線（旧日産通り）
- 東京都道59号八王子武蔵村山線

## 施設

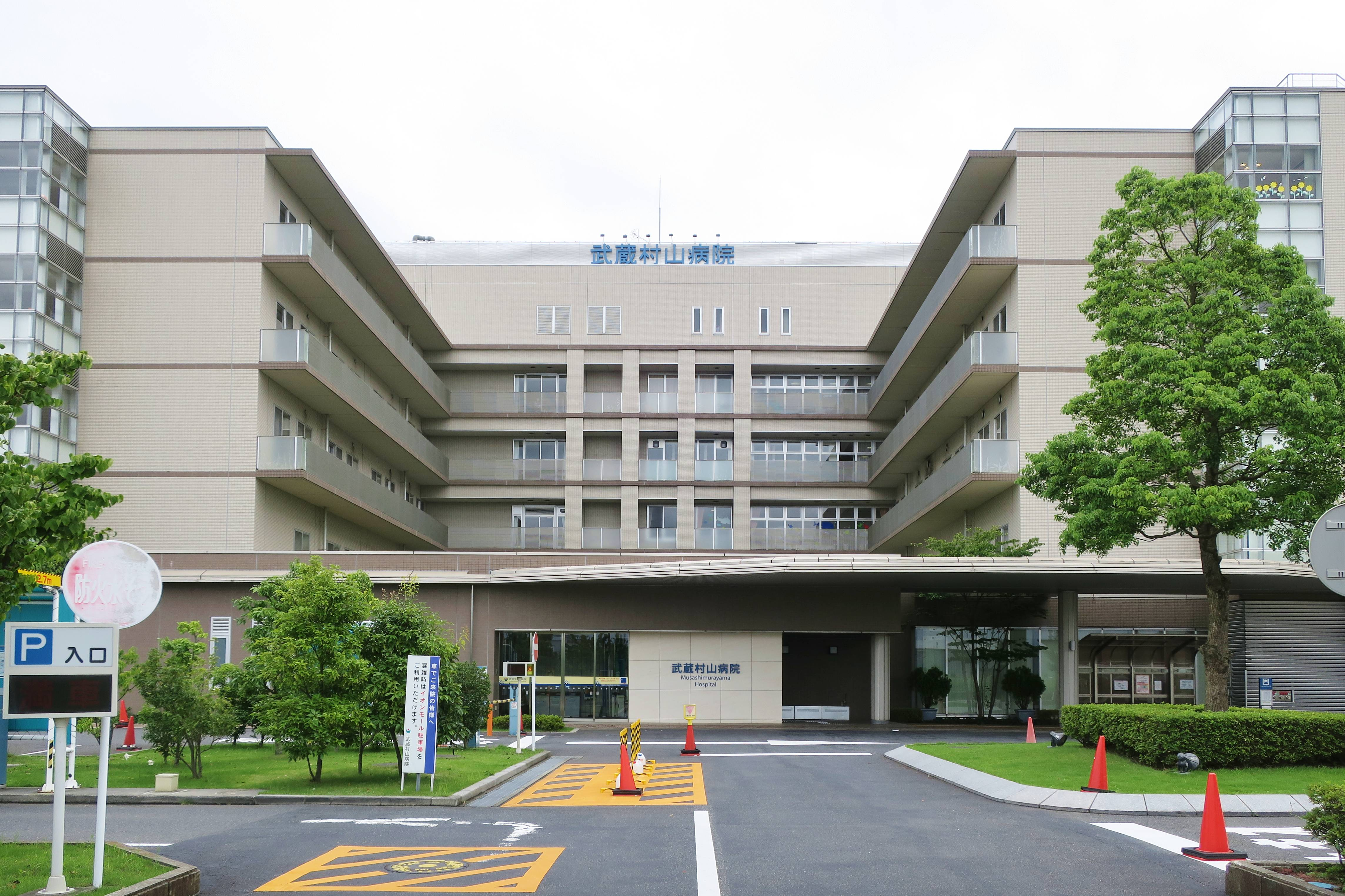
武蔵村山病院
- イオンモールむさし村山
- 東京消防庁北多摩西部消防署武蔵村山出張所
- 青梅信用金庫武蔵村山支店
- ケーヨーデイツー武蔵村山店
- シュー・プラザ武蔵村山店
- カーミナル東京
- 東京日産新車のひろば村山店
- わらべや日洋東京工場・村山第二工場
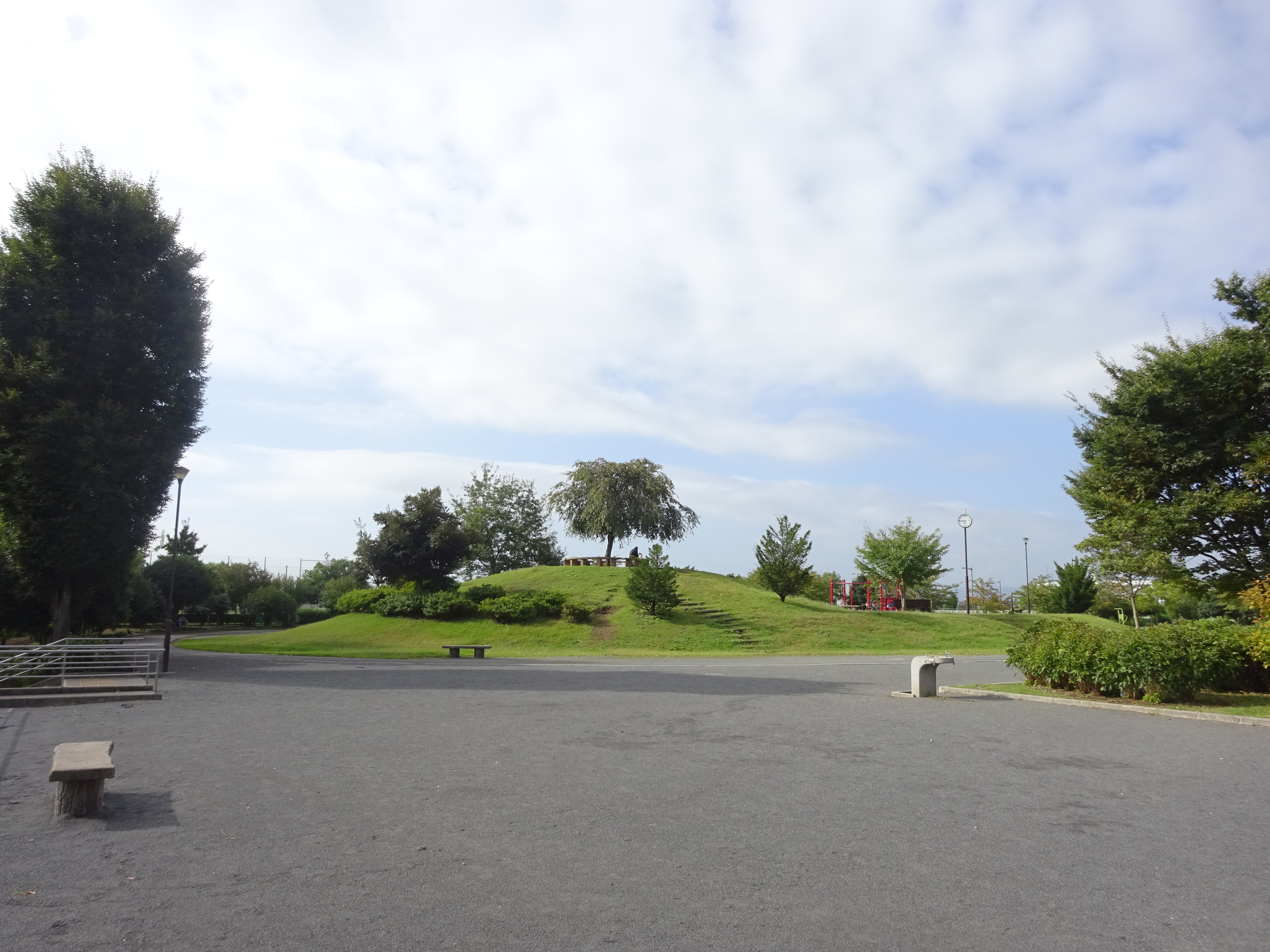
プリンスの丘公園
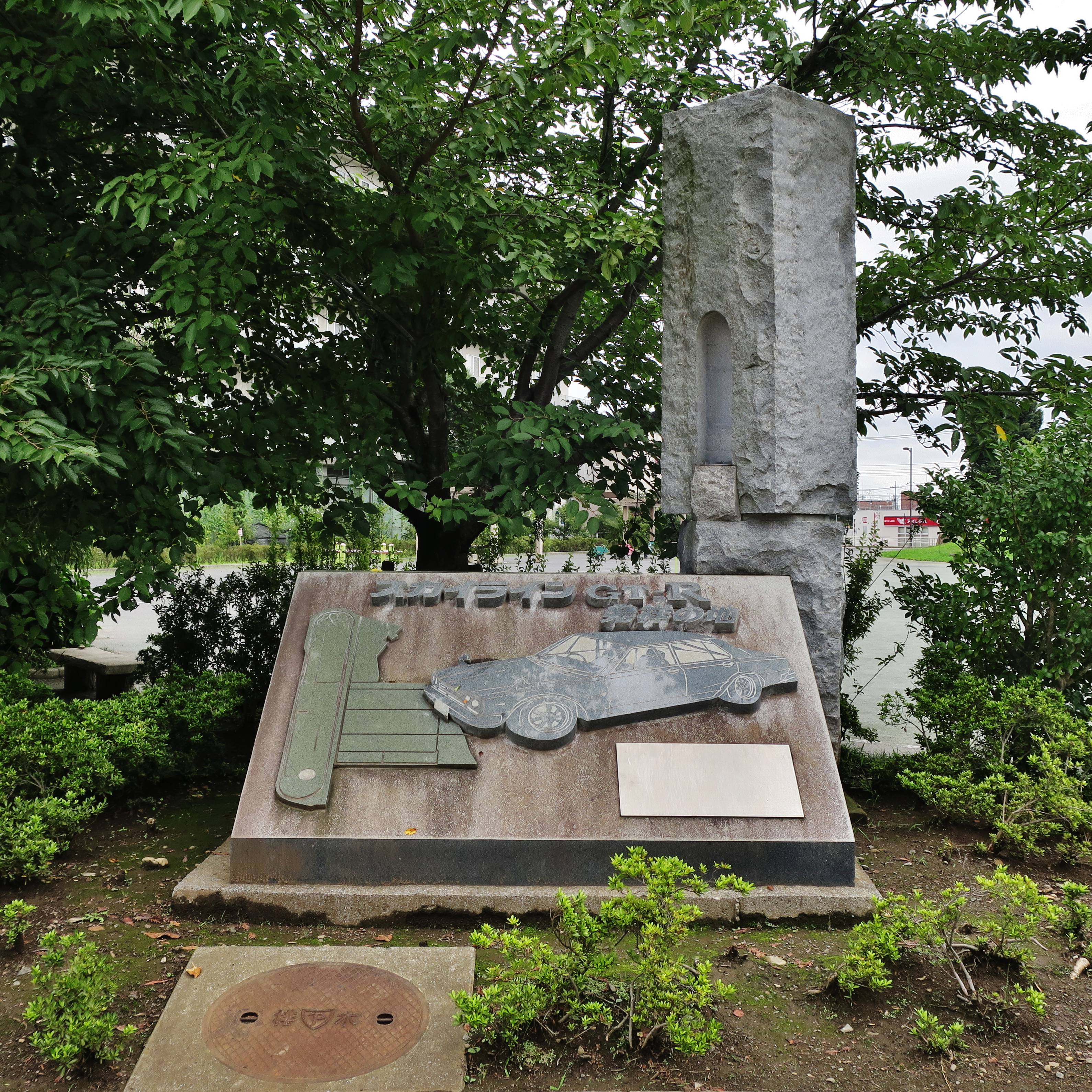
「スカイラインGT-R発祥の地」の碑（プリンスの丘公園内）

- 武蔵村山病院
- プリンスの丘公園
- 「スカイラインGT-R発祥の地」の碑（プリンスの丘公園内）